# Andrzej Łopacki

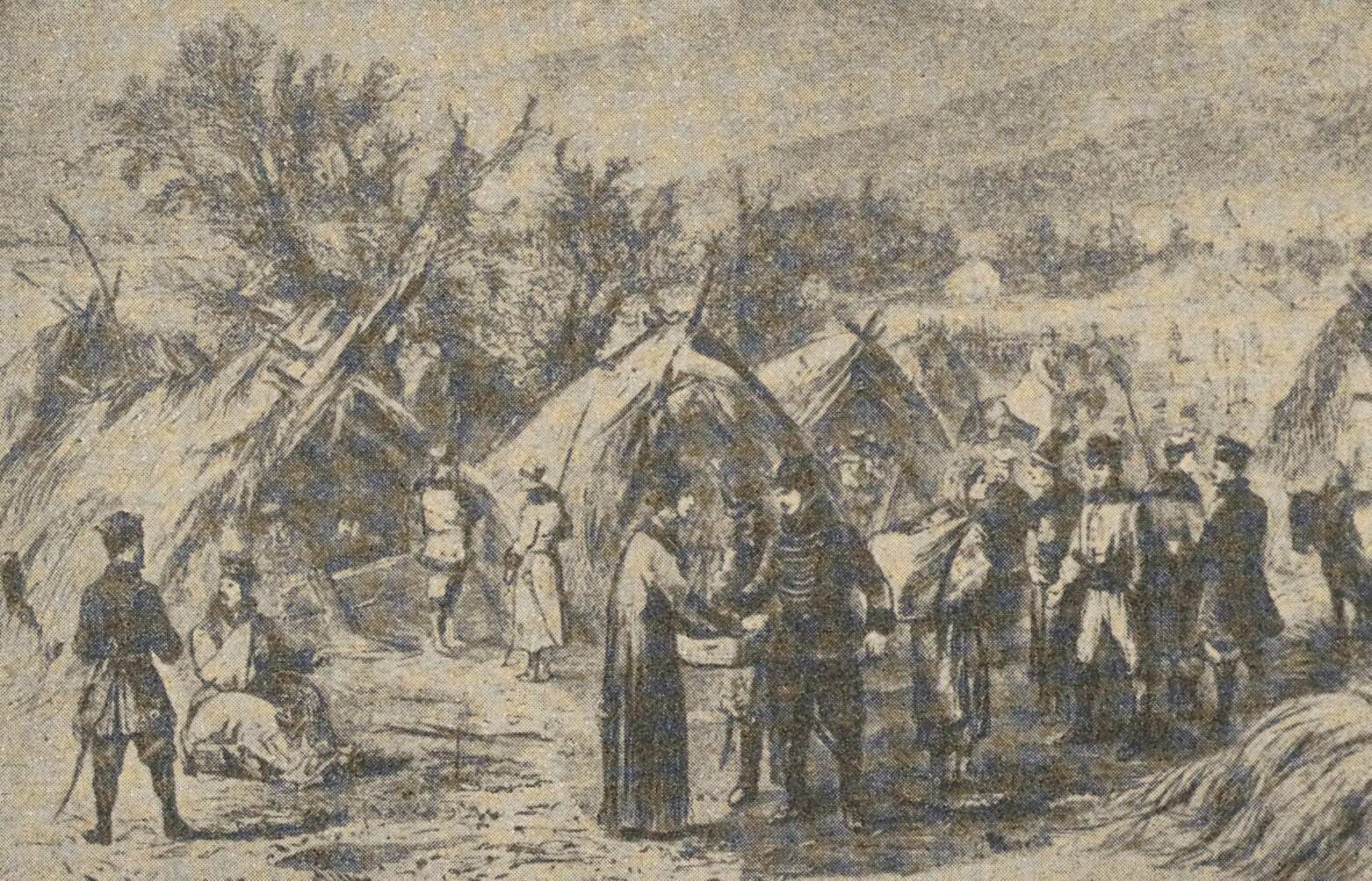
Obóz Andrzeja Łopackiego

Andrzej Łopacki  (ur. w Porębie 1838, zm. w listopadzie 1902 w Bochni) – oficer austriacki i papieski, major, organizator i dowódca oddziału w powstaniu styczniowym, pod rozkazami Apolinarego Kurowskiego, Dionizego Czachowskiego i gen. Józefa Hauke-Bosaka, dyrektor Kasy Oszczędnościowej w Bochni.
W powstaniu styczniowym w 1863 r. dowodził  swoim oddziałem.  Droga oddziału Łopackiego wiodła przez Baranów, Michniów, lasy wąchockie - aż do Wierzbnika. Andrzej Łopacki został ranny  22 kwietnia 1863 r. w bitwie pod Stefankowem). Zastępował go kpt. Jan Markowski – późniejszy podpułkownik, dowódca pułku kawalerii krakowskiej, mianowany przez gen. Józefa Hauke-Bosaka. Andrzej Łopacki po powstaniu, zamieszkał w Leszczynach jako zarządca dóbr, a potem w Bochni, jako dyrektor Kasy Oszczędnościowej. 